# Otounyé
Otounyé (en macédonien Отуње) est un village du nord-ouest de la Macédoine du Nord, situé dans la municipalité de Tetovo. Le village ne comptait aucun habitant en 2002.